# Wolfgang Wolfring

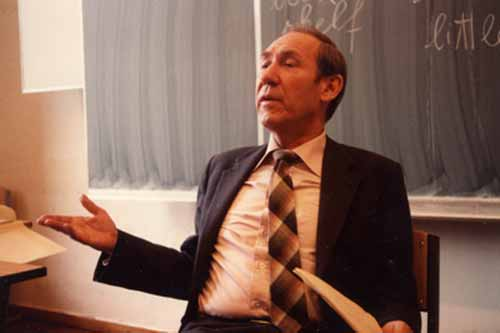
Wolfgang Wolfring unterrichtet am Akademischen Gymnasium, Wien

Wolfgang Wolfring (* 5. November 1925 in Wien; † 10. August 2001 ebenda) war ein österreichischer Klassischer Philologe.

## Leben
Er absolvierte seine Gymnasialausbildung in Wien, an den bekannten Mittelschulen Schottengymnasium und Akademisches Gymnasium, wo er die entscheidenden Impulse für seine lebenslange leidenschaftliche Liebe zum klassischen Altertum empfing. Nach Abschluss seiner Reifeprüfung wurde er 1943 als Achtzehnjähriger sofort zum Militärdienst eingezogen. Im Jänner 1945, in den letzten Monaten des Zweiten Weltkrieges, erlitt er beim Versuch, einen verletzten Kameraden in Sicherheit zu bringen, eine entsetzliche Kriegsverletzung: Er trat auf eine Mine und verlor dadurch sein linkes Bein und Teile des rechten Fußes. Trotz dieser schweren körperlichen Behinderung studierte an der Universität Wien Klassische Philologie (Latein, Griechisch, Alte Geschichte und Archäologie). 1949 wurde er zum Doktor der Philosophie promoviert und absolvierte die Lehramtsprüfung. Danach sammelte er an mehreren Gymnasien in Wien seine Unterrichtspraxis und landete 1955 wieder in seiner ehemaligen Schule, dem Akademischen Gymnasium. Hier unterrichtete er die Sprachen Griechisch und Latein und brachte zwischen 1960 und 1996 mit Schülern und Absolventen der Schule zahlreiche klassische griechische Dramen zur Aufführung.
Neben den pädagogischen und künstlerischen Leistungen stand Wolfring dem Unterrichtsministerium als Mitglied der Projektgruppe für die Neugestaltung der Lehrpläne für Latein und Griechisch zur Verfügung. In der Lehreraus- und Weiterbildung war er ebenso tätig, wie als Lehrbeauftragter am Institut für Klassische Philologie der Universität Wien. Wolfring wurde am Wiener Zentralfriedhof bestattet.

## Leistungen

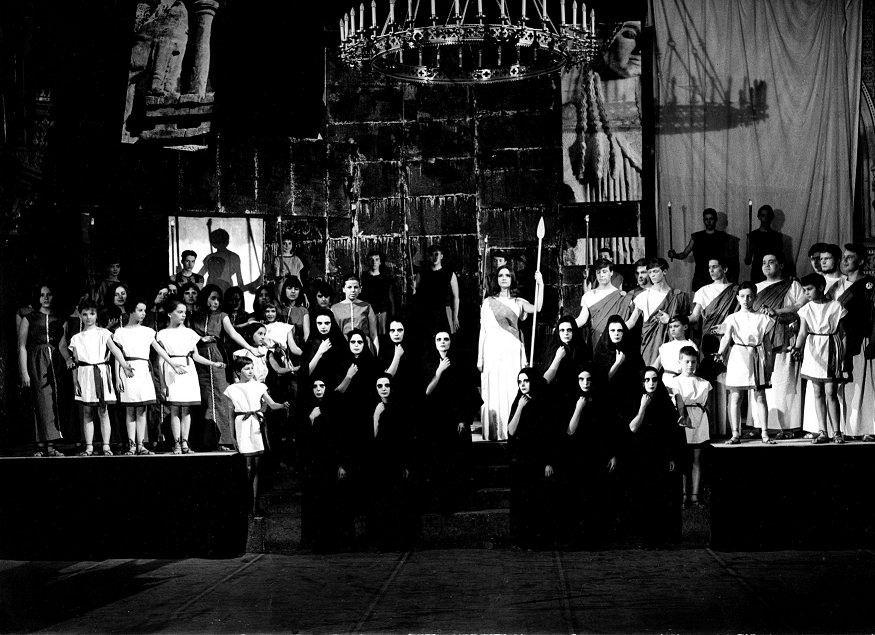
Aufführung der Orestie im Jahre 1965

Über dreißig Jahre, von 1960 bis 1996, war Name und Ruf des Akademischen Gymnasiums in Wien verbunden mit der Geschichte des „Griechischen Theaters“ unter Wolfgang Wolfring. Die nachstehende Liste der Aufführungen beweist eine schier unglaubliche Schaffenskraft und Fähigkeit, Menschen für ein so anspruchsvolles Gemeinschaftsunternehmen zu begeistern. Wolfring selbst wirkte nicht nur als Regisseur, sondern auch als Dramaturg, Übersetzer und Bearbeiter von Übersetzungen. Werktreue und Sprachgerechtigkeit waren ihm hierbei besondere Anliegen. Mag auch manchmal der eine oder andere Lehrer-Kollege das Theater als Ablenkung vom eigentlichen Schulzweck gesehen haben, so hat die Zeit doch alle belehrt: nichts bleibt einem Schüler mehr im Gedächtnis, als die Mitwirkung bei einer solchen Veranstaltung, nichts ist für eine Klassen- und Schulgemeinschaft bindender, als diese gemeinsamen Erfahrungen. Viele seiner Absolventen führte er auch im Rahmen von Maturareisen an die Kultstätten der griechischen Antike.
| Jahr | Aufführung                                     | Jahr | Aufführung                           |
| ---- | ---------------------------------------------- | ---- | ------------------------------------ |
| 1960 | Euripides: Alkestis                            | 1960 | Menander: Dyskolos                   |
| 1962 | Sophokles: Philoktet                           | 1963 | Euripides: Die Troerinnen            |
| 1965 | Aischylos: Orestie                             | 1966 | Euripides: Der bekränzte Hippolytos  |
| 1967 | Aischylos: Der gefesselte Prometheus           | 1968 | Sophokles: Ödipus                    |
| 1971 | Euripides: Die Bacchantinnen                   | 1973 | Sophokles: Elektra                   |
| 1975 | Aristophanes: Die Frösche                      | 1977 | Aristophanes: Die Vögel              |
| 1980 | Sophokles: Antigone                            | 1982 | Euripides: Alkestis                  |
| 1985 | Sophokles: König Ödipus und Ödipus auf Kolonos | 1988 | Plautus: Amphitryon                  |
| 1990 | Sophokles: Philoktet                           | 1991 | Sophokles: Die Spürhunde             |
| 1991 | Euripides: Medea                               | 1992 | Aischylos: Orestie                   |
| 1994 | Euripides: Iphigenie in Aulis                  | 1995 | Euripides: Iphigenie bei den Taurern |
| 1996 | Euripides: Alkestis                            |      |                                      |

Protagonisten dieser Aufführungen waren die späteren Rechtsanwälte Josef und Eduard Wegrostek, Liliana Nelska, Doris Dornetshuber, Gerhard Tötschinger, aber in kleineren Rollen auch Gabriel Barylli, Paulus Manker, Konstantin Schenk und andere mehr.
Neben diesen Theateraufführungen veranstaltete Wolfring auch eine Vielzahl von Lesungen zu antikem Lebensgefühl und Gedankengut unter seiner Regie. Wie attraktiv diese Angebote waren, zeigt sich auch in den zahlreichen Schulfunksendungen, die er für den ORF über griechische Philosophie, Dichtung und Geschichte gestaltet hat, sowie über das Weiterleben griechischer Dramen auf der modernen Bühne.

## Auszeichnungen
- Silbernes Ehrenzeichen für Verdienste um die Republik Österreich
- Goldenes Ehrenzeichen für Verdienste um die Republik Österreich
- Österreichisches Ehrenkreuz für Wissenschaft und Kunst I. Klasse

## Schriften
- Die poetische Einheit der Ilias in der Zeichnung ihrer Hauptgestalten, Dissertation Wien 1949
- Ilias und Meleagrie, in: Wiener Studien 66 (1953) 24-49